# Frandovínez
Frandovínez es un municipio y localidad española de la provincia de Burgos, en la comunidad autónoma de Castilla y León. Forma parte de la comarca de Alfoz de Burgos y del partido judicial de Burgos.

## Geografía
Integrado en la comarca de Alfoz de Burgos, se sitúa a 16 kilómetros de la capital provincial. El término municipal está atravesado por la Autovía de Castilla A-62 en el pK 16. El territorio es regado por el río Arlanzón y su afluente el río Úrbel. La altitud del municipio oscila entre los 910 metros en un páramo al noroeste del término municipal y los 810 metros en la ribera del Arlanzón. El pueblo se alza a 838 metros sobre el nivel del mar. 
| Noroeste: Rabé de las Calzadas | Norte: Rabé de las Calzadas | Noreste: Comunidad de Tardajos y Las Quintanillas |
| Oeste: Estépar                 |                             | Este: Buniel                                      |
| Suroeste: Cavia                | Sur: Cavia                  | Sureste: Buniel                                   |

## Demografía
Frandovínez cuenta con una población de 96 habitantes (INE 2024).
| Gráfica de evolución demográfica de Frandovínez entre 1842 y 2021                                                     |
| |
| Población de derecho según los censos de población del INE. Población de hecho según los censos de población del INE. |